# Iwona Szpala
Iwona Szpala-Żak – polska dziennikarka. Za serię artykułów publikowanych w „Gazecie Wyborczej” ujawniających kulisy warszawskiej reprywatyzacji „Gazety Wyborczej”, wraz z Małgorzatą Zubik otrzymały m.in. nagrodę Grand Press, Nagrodę Radia ZET im. Andrzeja Woyciechowskiego i Nagrodę im. Dariusza Fikusa.
Tematem reprywatyzacji na łamach „Gazety Stołecznej”, warszawskiego dodatku „Wyborczej”, zajmowała się od co najmniej 2008. Mimo bieżącego opisywania problematyki, nie spotykała się ona z szerszym odzewem. Dopiero w 2016, w wyniku serii pisanych wspólnie z Zubik publikacji, wybuchła w Warszawie tzw. afera reprywatyzacyjna. Proces reprywatyzacji w Warszawie przedstawiły w książce Święte prawo. Historie ludzi i kamienic z reprywatyzacją w tle (wyd. Agora, Warszawa 2017, ISBN 978-83-268-2544-6).